# Graciliscincus shonae
Graciliscincus shonae — вид сцинкоподібних ящірок родини сцинкових (Scincidae). Ендемік Нової Каледонії. Це єдиний представник монотипового роду Graciliscincus.

## Поширення і екологія
Graciliscincus shonae відомі з низки місцевостей, розташованих на півдні Нової Каледонії (на південь від гори Джумак). Вони живуть у вологих рівнинних і гірських тропічних лісах. Зустрічаються на висоті від 150 до 900 м над рівнем моря. Ведуть наземний, напівриючий спосіб життя, ховаються під поваленими деревами, серед каміння і опалого листя та в тріщинах у ґрунті.

## Збереження
МСОП класифікує цей вид як вразливий. Graciliscincus shonae загрожує знищення природного середовища та хижацтво з боку інтродукованих мурах Wasmannia auropunctata.